# 竹腰正辰
竹腰 正辰（たけのこし まさたつ）は、美濃国今尾藩の初代当主（幕藩体制下では藩主として認められていない）竹腰正信の三男。正室は樋口信康の娘の立。長男に竹腰正映。徳川義直の甥。
正保2年（1645年）父の没後、次兄正晴が跡を継ぎ、6000石を分与された。長男の正映は、宝永3年（1706年）4月19日に先代の友正が死去すると、同年5月25日に家督を継ぎ、宗家4代目となった。